# Флёге, Эмилия
Эмилия Луиза Флёге (нем. Emilie Louise Flöge; 30 августа 1874, Вена — 26 мая 1952, Вена) — австрийская портниха и модельер, близкая подруга, модель, муза и родственная душа художника Густава Климта. Художник написал два портрета Эмилии: первый — юной 17-летней девушки в 1891 году и второй — уверенной в себе 30-летней женщины — в 1902 году. Согласно исследованиям эскизов к картине, проведённым Алис Штробль, именно Эмилия Флёге изображена вместе с самим художником на знаменитом «Поцелуе».

## Биография
Эмилия Флёге родилась в семье успешного фабриканта пенковых курительных трубок Германа Флёге, выпускника Академии художеств (1837—1897), и его супруги Барбары, урождённой Штагль. Помимо Эмилии в семье Флёге воспитывались старшие сын Герман и дочери Паулина и Хелена. 
Эмилия Флёге познакомилась с Густавом Климтом в 17 лет, когда её старшая сестра Хелена вышла замуж за его младшего брата Эрнста. Вместе с другими женщинами из семейства Флёге Эмилия в образе горожанки позировала для потолочной фрески Климта в Бургтеатре. В страстном романе Эмилия уже в 1899 году поставила точку, осознав, что никогда не станет единственной женщиной в жизни Климта. На момент их расставания Климт уже влюбился в 19-летнюю Альму Шиндлер, а две его модели Мария Учицки и Мария Циммерман были беременны от него. Тем не менее, Эмилия Флёге и Густав Климт на всю жизнь сохранили очень близкие отношения, основанные уже на доверии и симпатии. Они проводили много времени вместе, появлялись на публике как пара. Именно Эмилию будет требовать к себе на смертном одре Густав Климт. После смерти так никогда и не женившегося Климта именно Эмилию Флёге венское общество будет воспринимать его вдовой, ей достанется часть его наследства. Без Климта Эмилия так и не устроила свою личную жизнь с другим мужчиной, оставив за собой роль хранительницы наследия художника, под которое она отвела отдельную комнату в своей квартире над ателье. Ни Климт, ни Флёге никогда не комментировали характер своих отношений, а после его смерти, со слов племянницы Хелены, Эмилия сожгла несколько корзин, как предполагается, со своими письмами к художнику. В 1983 году был открыт архив Эмилии Флёге, содержавший помимо прочего около четырёх сотен почтовых карточек и писем, адресованных ей Климтом в период 1897—1917 годов, но это оказались не любовные послания, а банальные короткие повседневные и бытовые сообщения.
Как и сёстры, Эмилия выучилась на портниху. В 1904 году вместе с сёстрами она открыла в Вене по улице Мариахильфер-штрассе эксклюзивный и экстравагантный салон мод под названием «Сестры Флёге». Всем дорогостоящим оформлением модного салона, начиная от дверной таблички и мебели и заканчивая обоями, занимались Йозеф Хоффман и Коломан Мозер, за год до этого основавшие дизайнерскую студию «Венские мастерские» и выполнившие его в фирменном лаконичном чёрно-белом стиле с акцентом на вертикали и горизонтали. По словам племянницы Хелены Доннер, сёстры накопили необходимый стартовый капитал благодаря удачному заказу на пошив униформы для участников кулинарной выставки. В семейном предприятии Эмилия отвечала за дизайн продукции, Хелена занималась обслуживанием клиентов, а Паулина взяла на себя бумажную работу. Близость салона Флёге к «Венским мастерским» выражалась не только в эстетической концепции, но и в претензиях на дизайн и качество, а также доступности лишь небольшому кругу клиентуры. Наряды от сестёр Флёге могли себе позволить дамы из высших еврейских слоёв: Соня Книпс, Евгения Примавези, Серена Ледерер и представительницы семейств Ротшильдов, Гутманов и Гомперцев. Достоверно не известно, насколько активно Густав Климт участвовал в конструированием моделей одежды для салона сестёр Флёге, но близость образцов «Венских мастерских» и орнаменталистики картин Климта бросается в глаза. Известно, что в свою очередь трудолюбивая Эмилия Флёге помогала художнику в его работе, в частности, летом 1908 и 1909 годов, когда Климт торопился в срок доделать эскизы фриза Стокле, она вставала в пять утра, чтобы докрашивать и обклеивать их фон золотой фольгой.
Дважды в год Эмилия Флёге выезжала в Париж, чтобы быть в курсе новейших тенденций из «столицы моды». Под впечатлением от «реформаторов жизни» и модной коллекции Поля Пуаре, в 1906 году первым предложившего дамам нарядиться в ампирные платья без корсета и шаровары, Эмилия занялась в Вене продвижением просторных и свободных «реформенных платьев», которые обладали преимуществами как с точки зрения медицины, так и эстетики: они не сдавливали внутренние органы женщин и позволяли свободно двигаться, при этом оптически не ломали женский облик на части. Кроме того, «реформенные платья» отвечали идеям женской эмансипации — самосознания, свободы личности и избавления от мужского превосходства. Дизайн знаменитых платьев Эмилии в полоску и в так называемую «шашечку Хоффмана» также восходит к Венским мастерским. «Реформенные платья» рекламировались в элитарных кругах образованной буржуазии и не добились признания широкой публики. В отличие от Парижа, в консервативной Вене на рубеже веков нужно было обладать достаточной отвагой, чтобы выйти в общество в «реформенном платье». По воспоминаниям Берты Цукеркандль, ещё в 1913 году появление на венской Кернтнерштрассе манекенщиц с показа Поля Пуаре, одетых в юбку-брюки, вызвало транспортный коллапс, потребовавший вмешательства полицейских. Доказательств успешности предприятия сестёр Флёге не сохранилось: все документы были уничтожены пожаром в квартире Эмилии Флёге в 1945 году. Салон «Сёстры Флёге» закрылся в 1938 году: подавляющее большинство его клиенток были еврейского происхождения и к этому времени либо покинули Вену, либо пали жертвой преследований национал-социалистов. Некоторые клиентки салона — Элизабет Ледерер, Адель Блох-Бауэр, Евгения Примавези, Фридерика Мария Беер были увековечены на портретах кисти Густава Климта в нарядах, похожих на модели Флёге.
Эмилия Флёге собирала коллекцию национальной и народной одежды из Западной и Моравской Словакии XIX века, которая в настоящее время хранится в Венском музее прикладного искусства и насчитывает около 369 текстильных объектов.
Жизни Эмилии посвящена книга Элизабет Хикей под названием «Нарисованный поцелуй» (англ. The Painted Kiss), отсылающим к картине Климта «Поцелуй». В художественном фильме Рауля Руиса «Климт» 2006 года роль Эмилии Флёге исполнила актриса Вероника Феррес.